# Mestaniak
Vous pouvez aider à l'améliorer ou bien discuter des problèmes sur sa page de discussion.
- Son texte doit être wikifié : il ne correspond pas à la mise en forme Wikipédia (style, typographie, liens internes, liens entre les wikis, etc.). (Marqué depuis avril 2024)
- Il n’est pas rédigé dans un style encyclopédique. (Marqué depuis juin 2024)
- Il est orphelin : moins de trois articles lui sont liés. Aidez à ajouter des liens en plaçant le code [[Mestaniak]] dans les articles relatifs au sujet. (Marqué depuis avril 2024)

Singles de Aziza Jalal
Howa El Hobi Liaba
(1982) Haramti El Hob
(1983)
Mestaniak également orthographié Mestaniyak' ou Mestaneyak (arabe : مستنياك) (français : Je t'attends), est une chanson de la chanteuse marocaine iconique très connue dans le monde de la musique arabe de pop Aziza Jalal, également orthographiée Aziza Galal et compte parmi les plus admirées dans les pays arabes et le Moyen-Orient, surnommée voix angélique de la musique arabe.

## Composition et héritage
La chanson "Mestaniak" d'Aziza Jalal est l'une des chansons de la musique arabe les plus populaires dans le monde arabe. "Mestaniak" a été enregistrée dans un des studios connu de musique au Caire en Égypte et mise sur le marché le 1er janvier 1983 grâce à la collaboration d'Aziza Jalal avec le grand compositeur égyptien Baligh Hamdi et avec le poète Abdel Wahab Mohammed, et a été produite par Alam El Phan. Il s'agit de la deuxième collaboration d'Aziza Jalal avec Baligh Hamdi sur Maqam Rast, qui lui avait déjà composé une chanson patriotique dédiée au roi du Maroc feu Hassan II intitulée Min Koli Dakit Alb (arabe : من كل دقة قلب).
La chanson "Mestaniak" qui a marqué la carrière d'Aziza Jalal est une chanson d'amour et tous les albums d'Aziza Jalal ne contiennent presque que des chansons qui parlent d'amour.
Aziza Jalal a enregistré la chanson "Mestaniak" avec l'orchestre le plus célèbre dans l'histoire de la musique arabe, dirigé par le grand maestro égyptien Ahmed Fouad Hassan et avec le support du grand compositeur égyptien Baligh Hamdi.
En effet, la chanson « Mestaniak » a été enregistrée par « l'orchestre Al-Firqa al-Masiya (arabe : الفرقة الماسية), dirigé par le Maestro Ahmed Fouad Hassan (arabe : أحمد فؤاد حسن) ». L'orchestre Al-Firqa al-Masiya est un orchestre qui porte la moitié de l'histoire de la chanson égyptienne et arabe depuis plus de 30 ans, pendant la période la plus montante, la plus inaugurale et la plus pionnière de la musique arabe (1950-1985). Al-Firqa al-Masiya se tenait derrière la plupart des chanteurs, les plus populaires et ayant des milliers de fans dans le monde arabe, tels que le chanteur égyptien Abdel Halim Hafez,
La chanson « Mestaniak » a été distribuée par Alam El Phan sous forme de cassette audio et CD. Grâce à l'avénement d'internet, "Mestaniak" fut disponible dans la plupart des sites de téléchargements légaux.

## Clip vidéo
Le clip vidéo « Mestaniak » a été réalisé en août 1983 et produit par Alam El Phan et fut diffusé sur la plupart des stations de télévision des chaines arabes.

## Mestaniak au Top des palmarès des chansons arabes
La chanson « Mestaniak » est restée en tête des chansons arabes des années 1980 et 1990 et diffusée sur de nombreuses stations de télévision et stations de radio arabes lors de cette époque, et à cause de la douceur de cette chanson, le public a presque oublié les autres succès d'Aziza Jalal pour lesquels elle a été au sommet de sa carrière. En effet, « Mestaniak » s'est classée première dans la liste des chansons les plus demandées par le public et sur les Hits des radios et tèlévisions arabes. Alam El Phan a également vendu plus de deux millions d'exemplaires de la chanson d'Aziza Jalal. Aziza Jalal est considérée comme la  chanteuse qui a attendu longtemps son amoureux en chantant « Mestaniak » (arabe : مستنياك)(français : Je t'attends). Cette chanson a fait vibrer de larges audiences  des monologues de près d’une heure sur l’amour révélant les états d’âme et les doutes de l’être amoureux,,.

## La chanson "Mestaniak" diffusée en direct dans une soirée spectacle d'Aziza Jalal au grand théâtre du club sportifZamalek SC, au Caire (Égypte)
En 1985, la grande diva Aziza Jalal, a chanté en direct "Mestaniak" au théâtre Zamalek Club au Caire, Égypte, accompagnée par le célèbre orchestre arabe al-Firqa al-Masiya, dirigée par le grand maestro égyptien Ahmed Fouad Hassan. Cette soirée a connu un très grand succès à tel point que le grand compositeur égyptien Mohammed Abdel Wahab a appelé Aziza Jalal juste après la fin de son spectacle et lui a dit selon Aziza Jalal : "Tu m'a enjoué My Lady".
En 2019, les réseaux sociaux ont été en effervescence avec la nouvelle du retour sur scène de l'artiste marocaine Aziza Jalal, après une retraite qui a duré près de 34 ans, à travers un concert au Royaume d'Arabie Saoudite, dans le cadre des activités de l'hiver au festival Tantora en chantant son grand répertoire de ses chansons classiques arabes. L'artiste Aziza Jalal était au sommet de son succès et de sa renommée lorsqu'elle a décidé de prendre sa retraite. De nombreux experts de la chanson arabe prédisaient, à l'époque, qu'Aziza Jalal prendra le flambeau de la grande chanteuse Umm Kulthum.
En 2020, Aziza Jalal a chanté "Mestaniak" sous les applaudissements de ses fans au festival Al Ghinaa Bil Fosha en Arabie Saoudite, à Riyad et à la grande demande de ses fans.

## Plusieurs reprises de la chanson "Mestaniak" d'Aziza Jalal
Plusieurs artistes arabes ont chanté la chanson "Mestaniak" lors de leurs spectacles et lors de Shows TV arabes tels que Nancy Ajram

## Autres liens
- Ressource relative à la musique :   - Discogs
- [vidéo] « Mestaniak », sur YouTube